# واهه یاقموریان
واهه ولادیمیری یاقموریان (ارمنی: Վահե Վլադիմիրի Յաղմուրյան؛ زادهٔ ۱۰ ژانویهٔ ۱۹۶۱) یک بازیکن فوتبال در پست مهاجم اهل ارمنستان است.

## باشگاهی
از باشگاه‌هایی که در آن بازی کرده‌است می‌توان به زسکا ایروان، آرارات ایروان، کوتایک آبوویان، فلورا تالین، کیلیکیا ایروان، ایروان و گاندزاسار کاپان اشاره کرد.